# 原平縣
原平县，中国旧县名。
1958年改崞县置，治所在今山西省原平市崞阳镇，1960年迁治原平镇。历属晋北专区、忻县专区、忻县地区。1993年撤销，改设原平市。 